# Pedro Zerolo
Pedro Javier González Zerolo, conhecido como Pedro Zerolo (Caracas, Venezuela, 20 de julho de 1960 - Madrid, Espanha, 9 de junho de 2015), foi um político espanhol, membro da direção do Partido Socialista Operário Espanhol (PSOE) e secretário do departamento de movimentos sociais e relações com as ONG do mesmo partido.
Zerolo é considerado um dos ativistas LGBT mais importantes da história de Espanha, bem como um dos maiores promotores do alargamento do direito ao casamento e à adopção por casais homossexuais no país. Pedro Zerolo foi considerado também como um ícone da comunidade LGBT de Espanha.

## Biografia
Pedro Zerolo nasceu na Venezuela, no seio de uma família natural das Ilhas Canárias, concretamente da ilha de Tenerife. O seu pai (Pedro González González, 7 de janeiro de 1927 - 14 de maio de 2016) tinha-se exilado na Venezuela e era docente no Liceo de Barquisimeto e na Escola de Artes Plásticas de Caracas. Pedro González foi, além disso, o primeiro presidente do município de San Cristóbal da Lagoa (Tenerife, Ilhas Canárias) do período da democracia espanhola e era também um conhecido pintor.
Zerolo estudou Direito na Universidade da La Laguna, na ilha de Tenerife, em onde passou a sua infância e adolescência. Depois de se licenciar, mudou-se para Madrid, onde estudou análise de direito comparado. Nesse período, colaborou com o sacerdote católico Enrique de Castro num projecto de ajuda a pessoas em situação de vulnerabilidade do bairro madrileno de Entrevías.
Foi um dos activistas mais conhecidos do movimento LGBT e foi, desde 2003, vereador no Município de Madrid.
No dia 1 de outubro de 2005 casou com Jesús Santos, depois de aprovada legislação que permitia o casamento entre pessoas do mesmo sexo em Espanha.
Faleceu vítima de um cancro de páncreas em 9 de junho de 2015, depois de diagnosticado em dezembro de 2013.

## Carreira profissional

### Advogado
Como advogado, em 1992, começou a fazer assessoria jurídica à ONG espanhola Coletivo Gay de Madrid. No final de 1993, foi eleito presidente da organização. 
Em 1998, foi eleito presidente de COGAM (Coletivo de Lésbicas, Gays, Transexuais e Bissexuais de Madrid, que hoje se denomina FELGTB, Federação Nacional de Associações de Lésbicas, Gays, Transexuais e Bisexuais). Foi reeleito nos anos 2000 e 2002.
Foi um dos principais promotores, dentro do Partido Socialista, da defesa dos direitos LGTB no Congresso dos Deputados. Tem comparecido no Senado para falar e denunciar a discriminação exercida sobre a comunidade homossexual espanhola.
A sua colaboração no Congresso das Deputados, entre anos 2001 e fevereiro de 2003, foi decisiva nas negociações entre o governo espanhol e a oposição para a aprovação da proposta de Esquerda Unida e PSOE, sobre a Lei das Uniões de Facto, e para a apresentação de 5 projetos de modificação do Código Civil Espanhol no que respeita ao casamento entre pessoas do mesmo sexo .

### Política

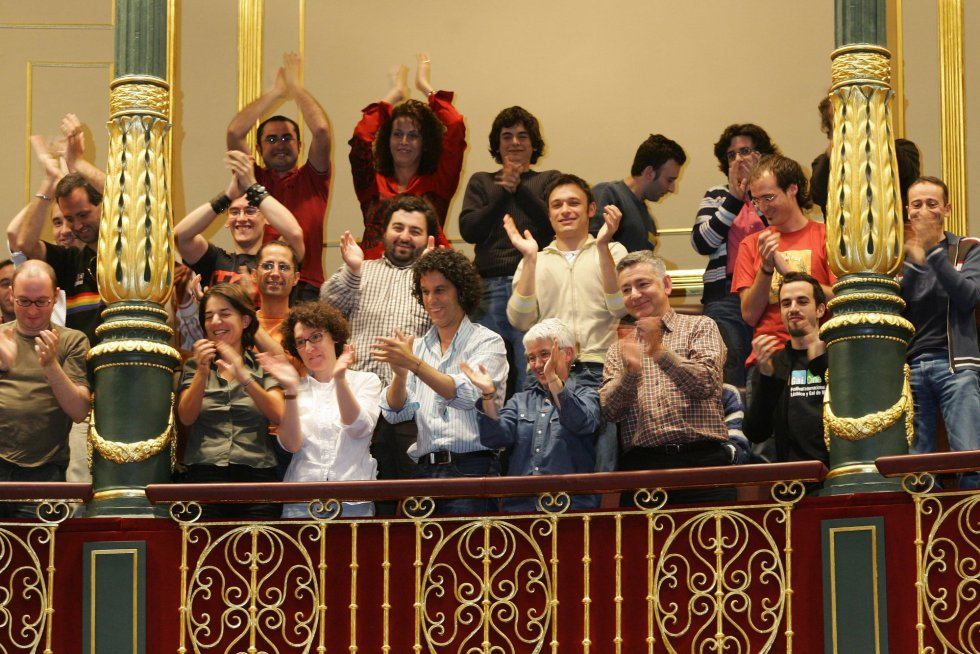
No Congresso dos Deputados de Espanha.

Em 2003 apresentou-se em sexto lugar nas listas eleitorais do Município de Madrid, na lista encabeçada por Trinidad Jiménez, tendo passar a ser, desde então, vereador municipal pelo PSOE. A sua inclusão na lista socialista levou-o a tomar a decisão de se demitir da presidência da FELGTB.
Desde o 36º Congresso do PSOE, realizado em julho de 2004, foi membro da direção do PSOE, como responsável pelo departamento de movimentos sociais e relações com as ONG. Apresentou-se de novo a eleições em 2007, no quinto lugar nas listas do PSOE para o Município de Madrid e foi reeleito. Manteve as responsabilidades depois da eleição da nova comissão executiva do PSOE, no 37º Congresso, em 2008, cargo que deixou de desempenhar no 38º Congresso, em 2012. Voltou a ser eleito nas eleições de 2011, nas listas do PSOE para p Município de Madrid.
A 7 de janeiro de 2014 anunciou aos meios de comunicação que, num consulta médica de rotina, lhe tinham detetado um tumor cancerígeno e não deixaria as suas responsabilidades públicas nem o seu ativismo social durante o tratamento. Foi eleito deputado para a X Legislatura da Assembleia da Comunidade de Madrid nas eleições de 24 de maio de 2015. No entanto, não chegou a tomar posse: no dia 9 de junho, precisamente no dia em que se reunia pela primeira vez a Assembleia, morreu em Madrid, vítima do cancro de pâncreas de que padecia.

## Homenagens póstumas

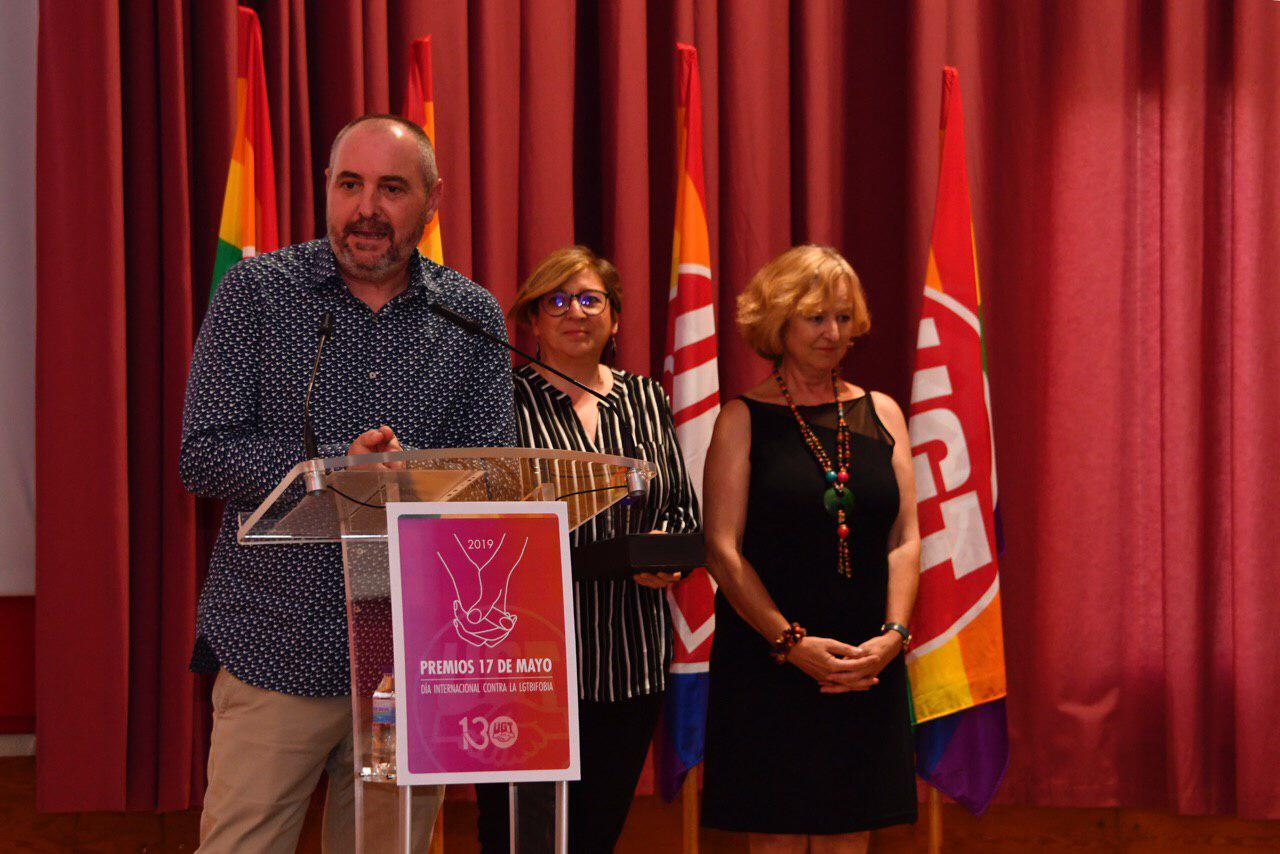
Miguel Ángel Fernández, director executivo da Fundação Pedro Zerolo, e Rosa Laviña recebem o prémio "17 de maio" da UGT, em 2019

- Em julho de 2015, o Município de Madrid aprovou a mudança do nome da praça de Vázquez de Mella pelo de praça de Pedro Zerolo, em sua homenagem.[10][11] A cerimónia de mudança de nome ocorreu com a presença da presidente da câmara de Madrid, Manuela Carmena, do secretário geral do PSOE, Pedro Sánchez, da secretária geral do PSOE Madrid, Sara Hernández e de membros do coletivo LGTBI, tais como o presidente da Federação Espanhola LGBT, Jesús Generelo, entre outros.[12]

- Em 11 de dezembro de 2015, o Rádio Clube Tenerife - Corrente Ser concedeu-lhe, a título póstumo, o "Prémio Teide de Ouro".[13]

- Em 14 de maio de 2016, no bairro madrileno de Chueca, a até então Praça Vázquez de Mella foi renomeada em sua honra como Praça de Pedro Zerolo. No acto estiveram presentes a prefeita de Madri, Manuela Carmena e representantes do PSOE, entre outras autoridades.

## Fundação Pedro Zerolo
No dia 20 de julho de 2018 foi criada a Fundação Pedro Zerolo com o objetivo de prolongar o seu ativismo igualitário. A fundação é presidida por Jesús Santos, viúvo de Pedro Zerolo. Miguel Ángel Fernández é o director executivo e Rosa Laviña a secretária da Fundação.
Em maio de 2019, a Fundação recebeu o Prémio 17 de maio da União Geral de Trabalhadores pelo seu ativismo na luta contra todo o tipo de discriminações contra pessoas LGTBI e pelo seu compromisso para promover mudanças sociais.